# Emblèmes de la France

Le drapeau tricolore, seul emblème graphique officiel à être inscrit dans la constitution.

 (janvier 2021).
Si vous disposez d'ouvrages ou d'articles de référence ou si vous connaissez des sites web de qualité traitant du thème abordé ici, merci de compléter l'article en donnant les références utiles à sa vérifiabilité et en les liant à la section « Notes et références ».
L'emblème de la France fixé par la Constitution actuelle dans son article 2 est le drapeau bleu, blanc et rouge.
En 1999, le gouvernement a adopté pour sa communication une charte graphique comprenant un logotype utilisé par les ministères, les services déconcentrés de l'État, les ambassades, etc.
Un emblème représentant un faisceau de licteur est utilisé pour représenter la France sur les passeports et sur les plaques signalant les représentations diplomatiques sans qu'il fasse l'objet d'un texte officiel.
Au cours de l'Histoire, la France a connu comme emblèmes de nombreuses oriflammes ou autres symboles.

## Emblèmes historiques

### Royauté
La fleur de lys est un symbole du royaume de France dès les Capétiens directs et apparait très fréquemment dans le décor royal et étatique. On la retrouve notamment dans les armoiries : sa première apparition est attestée par un sceau du prince Louis, futur Louis VIII, en 1211. D'abord sans nombre (« semé de fleurs de lys »), le nombre des lys est porté à trois par Charles V en 1376 en l'honneur de la Sainte-Trinité.
Des fleurs de lys traversaient l'Atlantique avec les Européens se rendant au Nouveau Monde, notamment avec les colons français. Leur présence sur les drapeaux et les armoiries de l'Amérique du Nord rappelle généralement l'implication de colons français dans l'histoire de la ville ou de la région concernée et, dans certains cas, la présence persistante d'une population issue de ces colons. En d'autres termes, dans ces régions, la fleur de lys est devenue un symbole de l'ascendance française plutôt que de la monarchie française. La fleur de lys apparaît sur les armoiries canadiennes, le drapeau du Québec ainsi que les drapeaux des villes de Montréal, Sherbrooke et Trois-Rivières. Il y a beaucoup de francophones dans d'autres provinces canadiennes pour lesquels la fleur de lis reste un symbole de leur identité culturelle. Les Franco-Ontariens, par exemple, mettent en évidence la fleur de lis sur leur drapeau.
Les attributs du roi de France sont également des emblèmes de son autorité et donc de celle de l'État. Parmi ces attributs, les régalia qui sont utilisés lors de la cérémonie du sacre :
- la tunique jacinthe à fleurs de lys, qui possède un caractère sacerdotal ainsi que la chape sans chaperon, un surcot sans manches, taillé comme la chasuble du prêtre ;
- l'anneau, signe de la dignité royale et de la foi catholique, symbole de l'union entre le roi et l'Église et entre le roi et son peuple ;
- le sceptre, terminé par une fleur de lys, symbole du commandement ;
- la main de justice, qui symbolise le pouvoir de rendre la justice ;
- la couronne d'or, qui est déposée sur la tête du roi par l'évêque après avoir été soutenue par tous les pairs du royaume ou leurs représentants qui représentent ainsi le fait d'être souverain ;
- les éperons, symbole de la fonction militaire ;
- l'épée Joyeuse qui est le symbole de la défense de l'Église et du royaume.

Plusieurs oriflammes et drapeau sont également utilisés. Au Moyen Âge, l'oriflamme de l'abbaye de Saint-Denis est l'étendard français, ou bannière de France, en temps de guerre et accompagne les armées au combat. C'est derrière cet étendard que combattirent les troupes communales à Bouvines. Conservé à Saint-Denis, on ne l'en sort que lorsque des grands dangers menacent le royaume.
L'étendard royal (à ne pas confondre avec l'oriflamme) sert à donner des indications à l'armée pendant la bataille sur la position du souverain, ses succès ou ses déboires. Cet étendard royal ou bannière royale est le « Vexillum [...] d'azur semé de fleur de lys d'or. »
« L'oriflamme, souligne le baron Pinoteau, éminent héraldiste, était le rouge gonfanon garni de houppes vert-rouge dont la couleur rappelait le sang versé des martyrs. [...] L'oriflamme de l'abbaye de Saint-Denis, [...] aurait été ainsi appelée parce que formée d'un étendard rouge semé de flammes d'or. »
Sous l'Ancien Régime, s'il n'existe pas de pavillon ou de drapeau national au sens moderne, plusieurs drapeaux sont utilisés :
- les pavillons des navires marchands sont bleus et blancs, à croix ou à rayures horizontales alternées ;
- ceux des vaisseaux du roi sont blancs, parfois fleurdelisés d'or et portant les grandes armes royales ;
- les galères du roi arborent un étendard rouge fleurdelisé avec les armoiries royales ;
- les régiments possèdent des drapeaux à croix blanche cantonnée de couleurs très variées qui les distinguent les uns des autres.

Le drapeau blanc (totalement blanc et non fleurdelisé) est également utilisé comme drapeau royal puis comme drapeau national à la Restauration. Il flotte pour la dernière fois sur un bâtiment officiel à Paris le 31 juillet 1830 (sur l'Hôtel royal des Invalides), et à Alger le 16 août de la même année.

Emblemes de la France pendant la royauté
L'Oriflamme de Saint-Denis.
Le drapeau blanc, symbole de la royauté.
Armoiries du royaume de France.
Armoiries de la Restauration.
Armoiries de la monarchie de Juillet.

### Empire
En référence à l'Empire romain, Napoléon choisit en 1804 un aigle comme emblème. Il utilise également des abeilles comme emblème personnel.

Emblèmes de la France pendant les Empires napoléoniens
Armoiries du Premier Empire.
Armoiries du Second Empire.

### Régime de Vichy et France Libre
Pendant la Seconde Guerre mondiale, le régime de Vichy utilise comme emblème la francisque. La France libre utilise une croix de Lorraine.

Symboles de la France utilisés pendant la Seconde Guerre mondiale
La francisque utilisée par l'État français.
Drapeau de la France libre.

## Emblèmes actuels
Les emblèmes actuels de la France sont pour la plupart hérités de la Révolution et s'inscrivent dans la tradition républicaine.
La Constitution de la Ve République fixe comme emblèmes : le drapeau tricolore, bleu, blanc, rouge ; La Marseillaise comme hymne national ; Liberté, Égalité, Fraternité comme devise.
D'autres symboles sont également fréquemment utilisés comme la cocarde tricolore ; le bonnet phrygien ; des figures allégoriques de la République telle que Marianne ou la Semeuse, souvent coiffée d'un bonnet phrygien ; le faisceau de licteur ; le monogramme « RF » ; le coq gaulois ; le rameau d'olivier et la branche de chêne. La France dispose en outre d'un grand sceau.

### Drapeau tricolore
Le drapeau de la France est un drapeau tricolore bleu, blanc, rouge. Il s'agit du seul emblème graphique figurant dans la Constitution.
Il est composé de trois bandes verticales de même largeur et sa création remonte à la Révolution française.
Le pavillon de la Marine nationale diffère du drapeau national par les dimensions des trois bandes, de proportions 30:33:37 (contre 1:1:1 pour le drapeau national). Cette disposition a été adoptée au XIXe siècle pour des raisons optiques lorsque le pavillon flotte au vent.

Emblèmes communément utilisés
Le drapeau tricolore, seul emblème officiel de la France.
La cocarde tricolore plissée.
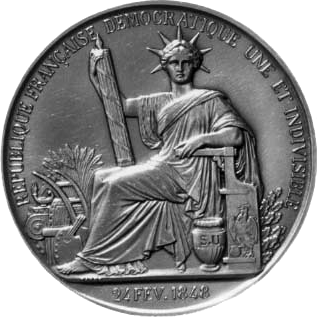
Grand sceau adopté sous la IIe République.
Le faisceau de licteur est utilisé sur les passeports ou comme emblème de la présidence de la République.
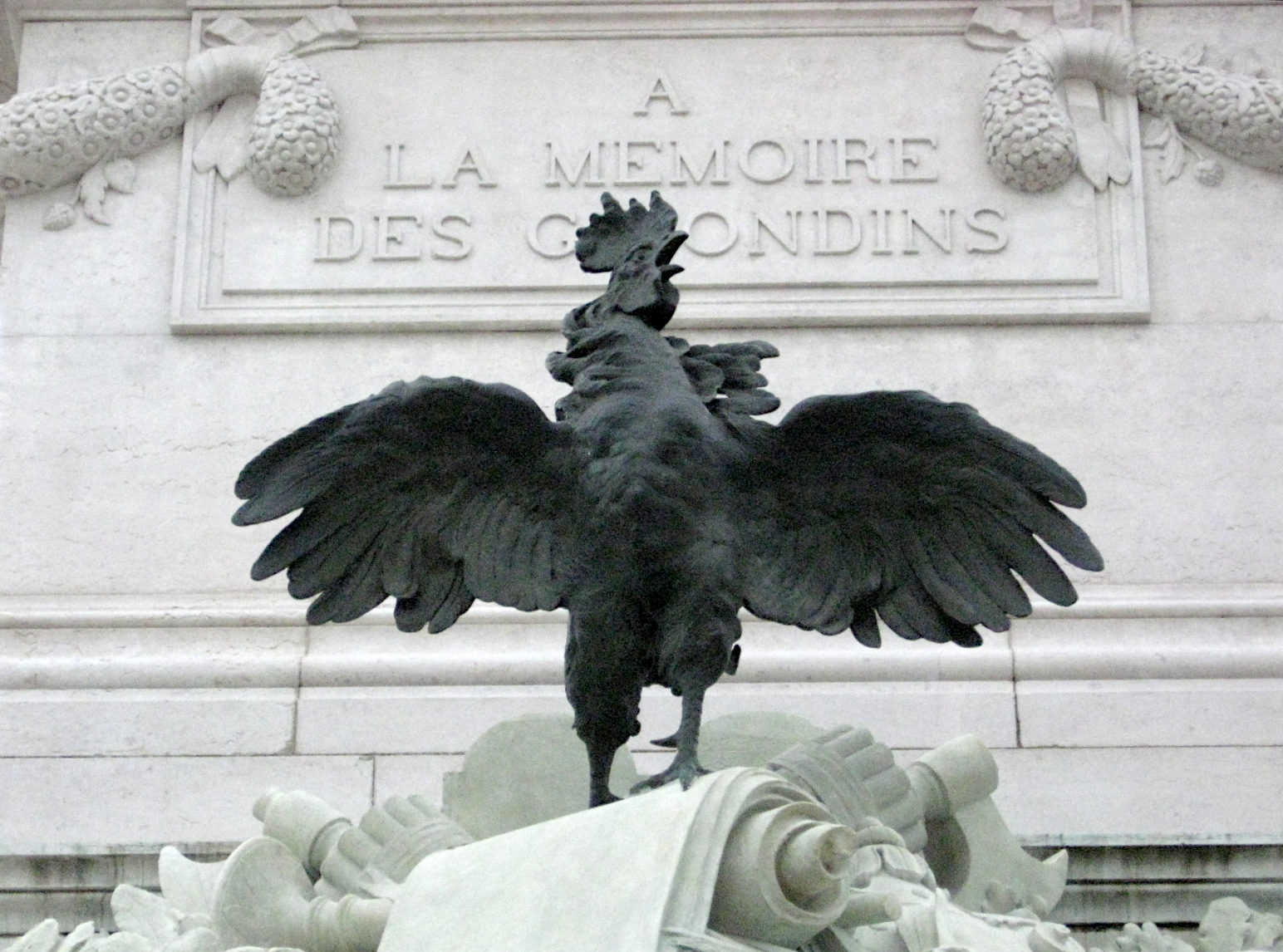
Le coq gaulois (ici, celui de la statue des Girondins Bordeaux).
Le logotype utilisé par le gouvernement français depuis 1999 qui a été refondé en 2020, reprend Marianne et le drapeau tricolore.

### Faisceau de licteur

Faisceau de licteur utilisé sur les passeports.

L'emblème est composé d'un bouclier en forme de pelta, orné à ses extrémités de têtes de lions ou de coqs ou de lion et d'aigle, d'un faisceau de licteur et de branches de chêne et d'olivier, ces deux derniers éléments symbolisant respectivement la justice et la paix. Elle est l'œuvre du sculpteur Jules-Clément Chaplain. Elle est utilisée par le ministère des Affaires étrangères depuis le 29 juillet 1912.
Il est utilisé par la présidence de la République, le ministère des Affaires étrangères et figure sur la couverture des passeports et livrets de famille français, ainsi qu'en filigrane des cartes d'identité au format carte de crédit. La charte graphique du gouvernement prévoit aussi l'utilisation d'un logotype comprenant les couleurs du drapeau et Marianne.

Faisceau de licteur de la présidence de la République française.

Le faisceau de licteur est repris par l'héraldiste Robert Louis à la demande d'une commission interministérielle qui se réunit le 3 juin 1953 afin de répondre à la demande du secrétariat des Nations unies qui désirait orner la salle d'assemblée de panneaux reproduisant les armoiries officielles de chaque État membre. On la retrouve encore, en noir et blanc, dans l'édition de 1962 du Grand Larousse encyclopédique. Elle se blasonne ainsi :

« D'azur, au faisceau de licteur posé en pal, sur deux branches de chêne et d'olivier passées en sautoir, le tout d'or lié par un ruban du même, chargé de la devise : Liberté — Égalité — Fraternité en lettres de sable,. »

Le tout entouré du grand collier de la Légion d'honneur de la Troisième République modèle 1881. La commission adopte ce symbole qui figure ainsi sur le panonceau réservé à la France dans la salle d'assemblée des Nations unies à New York mais, devant la difficulté à obtenir une solution totalement satisfaisante, elle émet le vœu que le gouvernement puisse statuer sur l'adoption d'armoiries officielles de la IVe République et décide que la République française serait, en l'attente d'une solution définitive, représentée par « une composition rappelant celle adoptée par la IIIe République pour les postes diplomatiques et consulaires à l'étranger ».
Aujourd'hui, l'emblème dessiné par Jules-Clément Chaplain est toujours utilisé pour désigner les postes diplomatiques et consulaires, sur la couverture des passeports français et sert de base au logo de la présidence de la République. En 2018, le président de la République Emmanuel Macron prononce un discours derrière un pupitre faisant apparaitre l'emblème officieux complété d'une croix de Lorraine en haut du bouclier de pelta.

### La Marseillaise
Hymne national français, composé par Rouget de Lisle, chanté par une compagnie de soldats venant de Marseille, à l'invitation du roi de France.

### Grand sceau

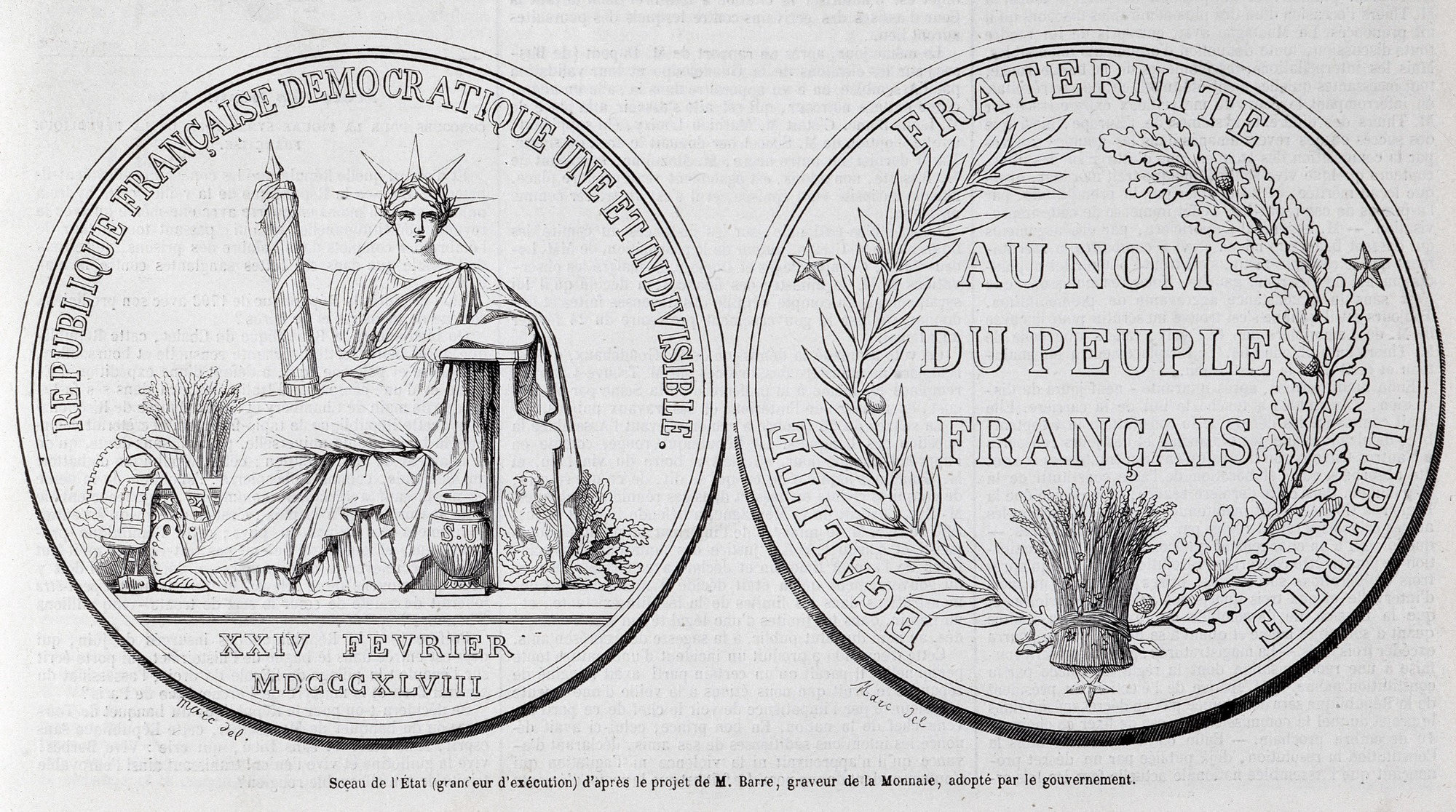
Les deux faces du sceau.

Le Grand Sceau ou grand sceau de France est le sceau officiel de la République française. Il est l'œuvre du graveur Jacques-Jean Barre.
Le grand sceau de France représente la Liberté sous les traits de Junon assise, coiffée d'une couronne de lauriers radiée à sept pointes. D'un bras, elle tient un faisceau de licteur, symbole de la justice ; de l'autre, elle s'appuie sur un gouvernail frappé d'un coq tenant dans une de ses pattes, un globe terrestre. À ses pieds, une urne avec les lettres « S » et « U » (suffrage universel). À gauche, en arrière-plan, des symboles des arts (chapiteau), de l'agriculture (gerbe de blé) et de l'industrie (roue dentée).

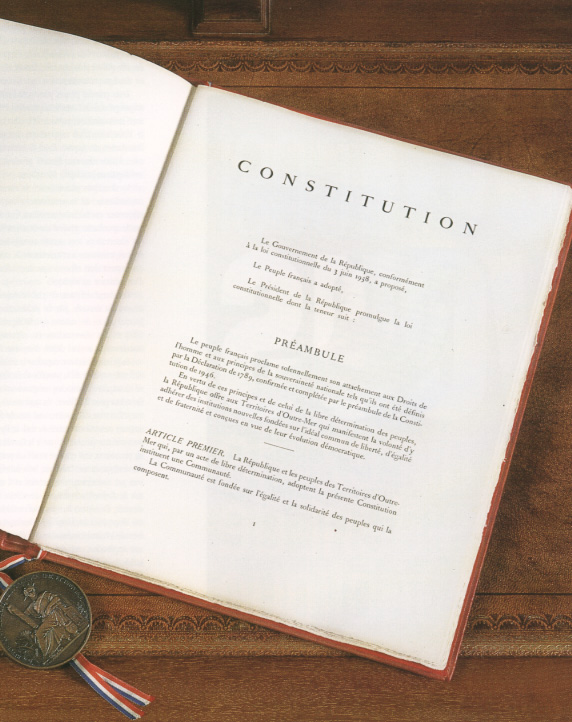
La Constitution du 4 octobre 1958 scellée.

À droite, des feuilles de chêne, symbole de justice et de sagesse. En légende circulaire : « RÉPUBLIQUE FRANÇAISE, DÉMOCRATIQUE, UNE ET INDIVISIBLE. » La mention « XXIV FÉVRIER MDCCCXLVIII » (24 février 1848, date de la proclamation de la IIe République par Lamartine) figurait au bas du sceau : elle a été effacée, probablement vers 1878.
Le contre-sceau (envers du sceau) comporte les mots « AU NOM DU PEUPLE FRANÇAIS » entourés d'une couronne de chêne et de laurier noués par des épis de blé et des grappes de raisin, ainsi que la mention circulaire « ÉGALITÉ, FRATERNITÉ, LIBERTÉ ». Elle a aussi servi de modèle à Bartholdi pour la statue de la Liberté éclairant le Monde.
Sous la IVe République, seule a été scellée la Constitution du 27 octobre 1946. Depuis la Ve République, après le scellement de la Constitution du 4 octobre 1958, l'habitude a été prise de sceller certaines modifications constitutionnelles.

### Marianne et bonnet phrygien

Tableau de Eugène Delacroix La liberté guidant le peuple. La liberté est ici reprise par Marianne.

Marianne est une allégorie de la République. Sous la Révolution, les Républicains utilisent l'allégorie antique de la Liberté pour personnifier leur nouveau régime. Cette figure porte le bonnet des esclaves romains affranchis, le pileus. Par la suite, une confusion s'établit avec le bonnet des Phrygiens. Le prénom Marianne lui-même, apparaît au fil du siècle et met du temps à être totalement associé avec l'allégorie de la République, y compris par les élites.
Son buste est présent dans les mairies et son visage est dessiné sur les timbres poste.
Marianne est aussi présente sur les pièces en francs (et les timbres) puis sur les centimes d'euro.

### Monogramme«RF»
Les majuscules associées « RF », signifiant République française, constituent un monogramme qui a longtemps fait fonction de logotype et qui figure encore sur de nombreux bâtiments publics.
Les initiales R et F sont placées de part et d'autre de l'arbre sur la face française des pièces de 1 et 2 euros gravée par Joaquin Jimenez.

### Coq gaulois

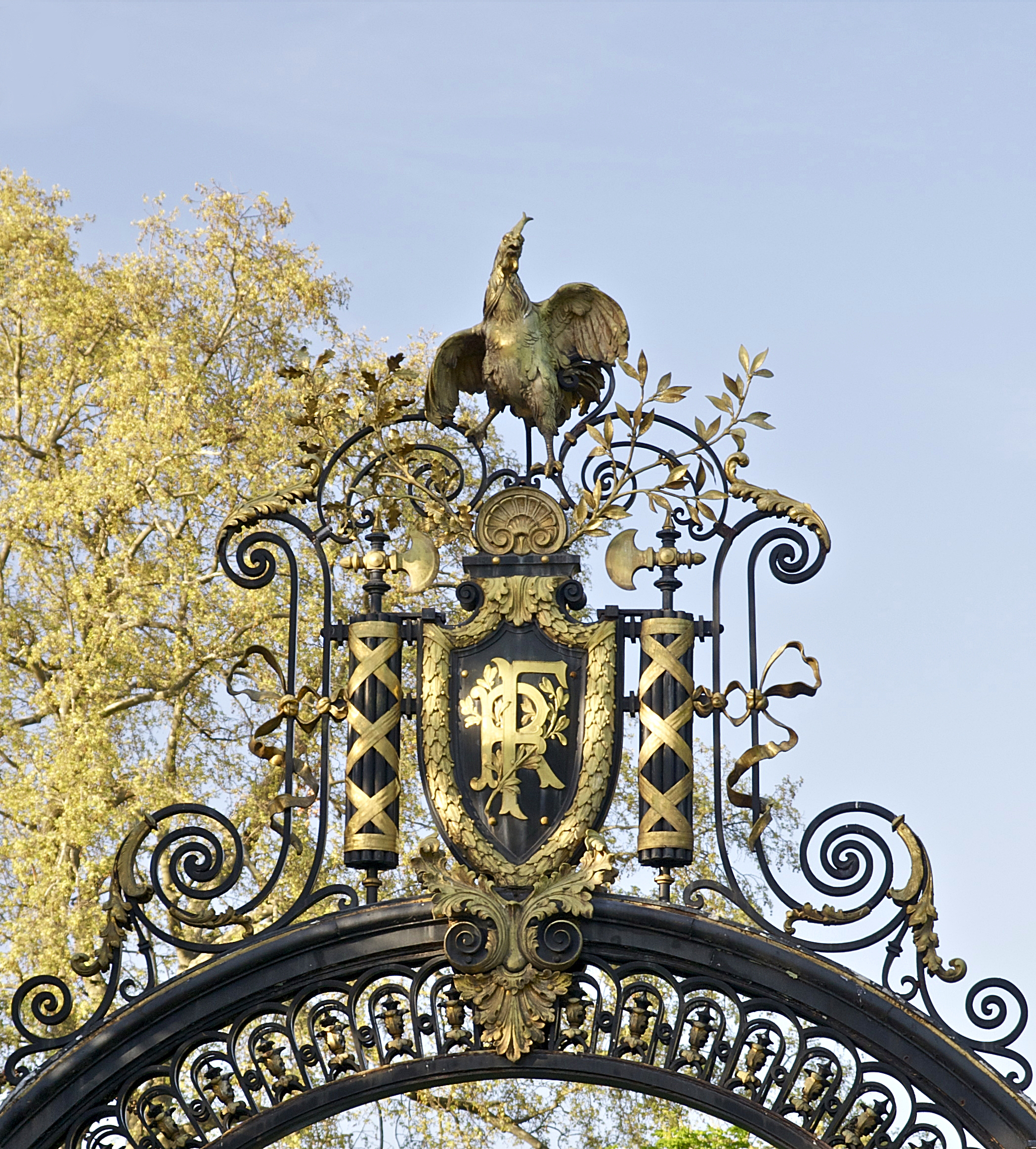
Détail de la "Grille du Coq", à l'arrière du Palais de l’Élysée à Paris

Le choix du coq comme emblème fait référence à la Gaule en jouant sur le jeu de mots latin « gallus » (coq) et « Gallus » (Gaulois). Bien que souvent utilisé comme symbole de la France, notamment par les fédérations sportives, il n'a jamais été choisi comme symbole officiel. Cependant, il figure - avec un globe sous les pieds - sur le premier et second contre-sceau de Louis-Philippe Ier, au sommet des drapeaux qui sont croisés en sautoir derrière les armes d'Orléans (1er contre-sceau) ou derrière le livre ouvert représentant la charte constitutionnelle (2e contre-sceau), ainsi qu'au sommet des drapeaux et étendards de l'armée, sous la monarchie de Juillet. À la même époque, les boîtes de sceaux pour les traités internationaux montrent un coq, le mot France environné de rayons, la charte de 1830, une couronne fermée, la légion d'honneur, une couronne de laurier et de chêne, et des drapeaux, dont quatre sur six sont surmontés du coq. On retrouve également le coq comme symbole ornant les sabres et épées des soldats et officiers de Louis-Philippe, en particulier sur ceux des officiers de la Garde Nationale.
On le retrouve aussi dans l'iconographie du Grand sceau de France et a été une alternative à Marianne sur des timbres d'usage courant. Les pièces de 20 francs or émises entre 1899 et 1914 présentent Marianne à l'avers et le coq au revers. La monnaie la plus récente portant le coq est la pièce de Dix francs République (1986) de Joaquin Jimenez.
L'exclamation « cocorico ! », imitant le cri de l'animal, est une affirmation (parfois ironique) utilisée familièrement pour revendiquer une fierté nationale. Le coq est membre du groupe des Galliformes, sa femelle est la poule. Il est connu pour son travail d’éveiller les paysans aux premières heures du matin. C’est un animal beau, brave et curieux qui inspire le respect.
Le coq gaulois a également inspiré des peuplés désireux de rattacher leur identité à celle de la France. En effet, en Wallonie, l'association entre les mots « gaulois » et « coq » séduit les militants wallons qui, réunis lors d'un congrès en 1912, cherchent un symbole pour leur Région. Soucieux de souligner les origines gallo-romaines des Wallons et leur proximité avec la France, ils adoptèrent un coq comme symbole dès lors que le coq gaulois est depuis plusieurs siècles, en particulier depuis la Révolution et la monarchie de Juillet puis la République, un symbole de la France. Afin d'apporter une nuance au coq wallon par rapport au coq gaulois, ils choisirent le coq hardi, dont la patte droite est levée et le bec est fermé, ce qui permet de rappeler l'adhésion de la Wallonie à la culture française tout en soulignant sa particularité. Les partisans de la réunion de la Wallonie à la France utilisent d'ailleurs le drapeau français marqué en son centre du coq wallon.

Coq utilisé par les Wallons pour marquer leur attachement à la France
Coq hardi rouge qui est le symbole de plus emblématique de la Wallonie[15].
Drapeau de la Wallonie.

### Hexagone

Plan du Ministère des Armées, Hexagone Balard.

La forme géographique de la France continentale s'inscrit dans un hexagone presque régulier (trois côtés terrestres et trois côtés maritimes). C'est la raison pour laquelle le terme « l'hexagone » est fréquemment utilisé pour désigner le territoire français ou, par extension, le pays proprement dit même si ceci est incorrect.
L'hexagone est tracé sur des pièces de monnaie françaises : sur l'avers de la pièce de 1 franc de Gaulle (1988, gravée par Émile Rousseau) et sur les faces nationales des pièces de 1 euro et 2 euros (gravées par Joaquin Jimenez).
Depuis 2014, les institutions de la Défense nationale sont réunies à Paris sur l'hexagone Balard, un bâtiment qui dessine un hexagone en son centre, sur le modèle du Pentagone aux États-Unis.

### Logotypes

Le logo de charte graphique de la communication gouvernementale.

Le gouvernement français s'est doté en septembre 1999, sous le gouvernement Jospin, d'un logotype reprenant plusieurs symboles puisant leurs origines dans la Révolution : le drapeau tricolore, Marianne et la devise Liberté, Égalité, Fraternité.
Il est utilisé par les institutions du gouvernement (ministères, services déconcentrés de l'État dans les départements et les régions, préfectures, ambassades, etc.).
La marque « France » a été créée par le Gouvernement français en 2008, dans le cadre d'une nouvelle politique de promotion commerciale du tourisme en France. L'image, qui représente le dessin griffonné aux crayons bleu et rouge d'une femme souriante regardant vers une étoile, est censée incarner les valeurs d’accueil et de qualité de la France. Elle permettra de concentrer la communication de tous les acteurs à travers une stratégie de communication organisée afin de répondre efficacement à une concurrence mondiale de plus en plus structurée.

## Symboles populaires de la culture française
D'autres éléments culturels, artistiques ou historiques sont fréquemment utilisés pour représenter la France :

Symboles de la France
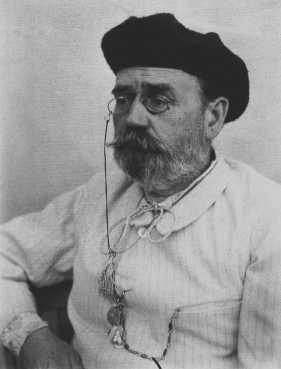
Émile Zola portant un béret.
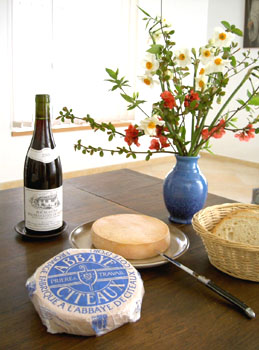
Une bouteille de vin et du fromage.
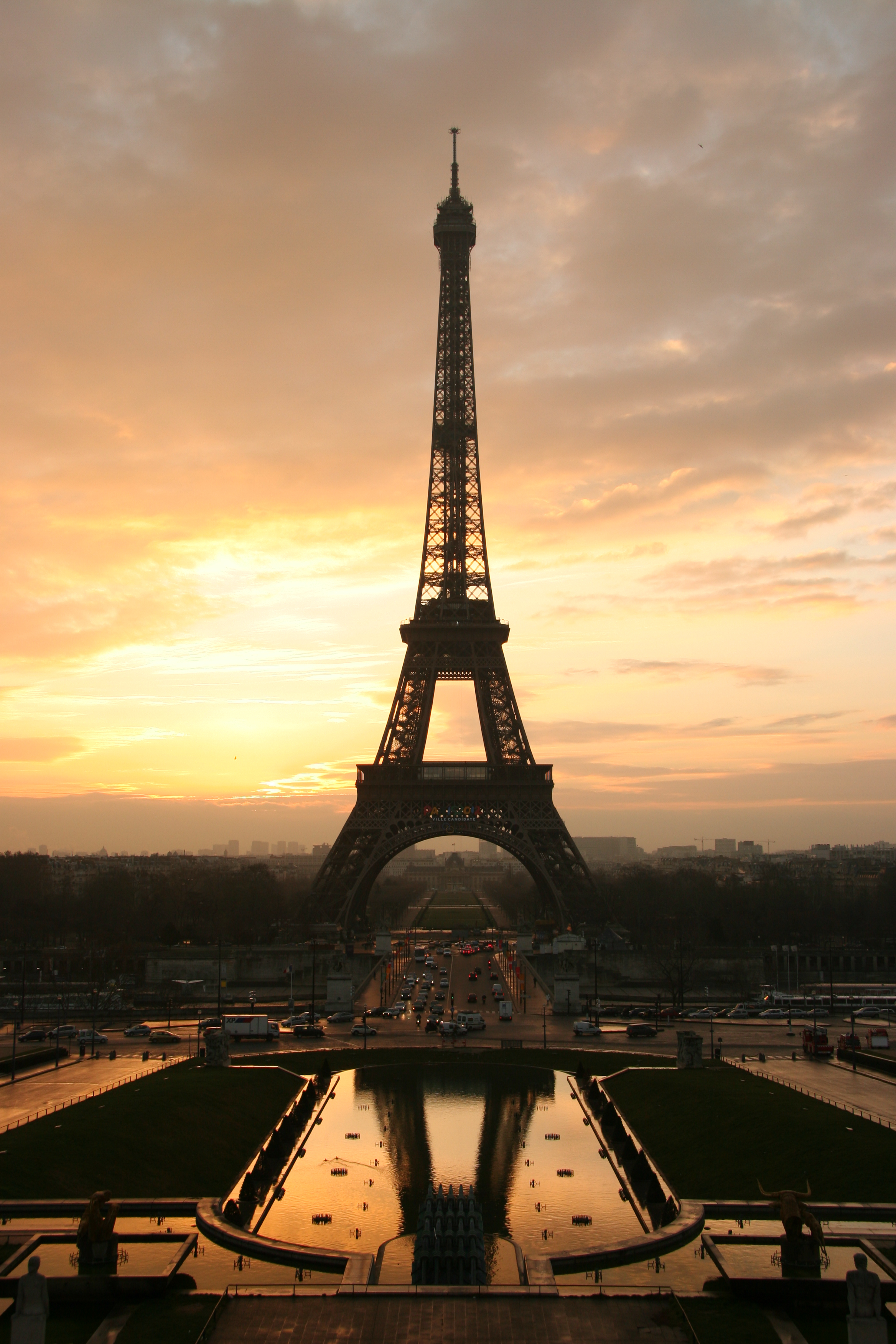
La tour Eiffel, l'un des symboles les plus célèbres de Paris et par extension de la France.

### Gastronomie française
La gastronomie francaise constitue un symbole important dans l'imaginaire collectif. Il n'y a pas un plat national, mais chacune des régions françaises a ses spécialités (le bœuf bourguignon, le petit salé d'Auvergne, le cassoulet du Languedoc, la choucroute alsacienne, la quiche lorraine, les crêpes et galettes bretonnes, la ficelle picarde, la carbonade flamande, le jambon-beurre parisien, la quenelle lyonnaise, la bouillabaisse provençale, le foie gras d'oie du Périgord, le magret de canard de Gascogne, la bouillie bordelaise, la poule au pot, le gratin dauphinois, les escargots de Bourgogne, les huîtres de Marennes-Oléron, les bêtises de Cambrai, les calissons d'Aix, l'andouille de Vire ou de Guéméné, la saucisse de Strasbourg, les tripes à la mode de Caen, l'andouillette de Troyes...)
Nous avons aussi la baguette de pain, portée sous l'aisselle : cette forme allongée de pain est emblématique de la France, la variété des fromages français, dont les plus connus sont le camembert et le roquefort et le vin (Bordeaux, Bourgogne, Champagne, Alsace, Côtes du Rhône, etc.) et le saucisson.

### Autres
- le béret rouge[17]
- le pompon rouge du bonnet de marin
- la parfumerie
- la haute couture
- les cathédrales : de Chartres, de Paris, de Reims, de Rouen, de Strasbourg
- la tour Eiffel
- la Déclaration des droits de l'homme
- la fête nationale du 14 juillet (bals des pompiers, flonflons et lampions, feux d'artifice, défilés militaires)
- le château de Versailles
- les châteaux de la Loire
- le Mont-Saint-Michel
- la langue française.

### Vidéos
- L'origine probable du drapeau français de l'historien Yann Bouvier.